# Repertórium
A repertórium (latinul: repertorium ‘leltár’) az ismeretterjesztő irodalom egyik műfaja.

## Meghatározása, jellemzői

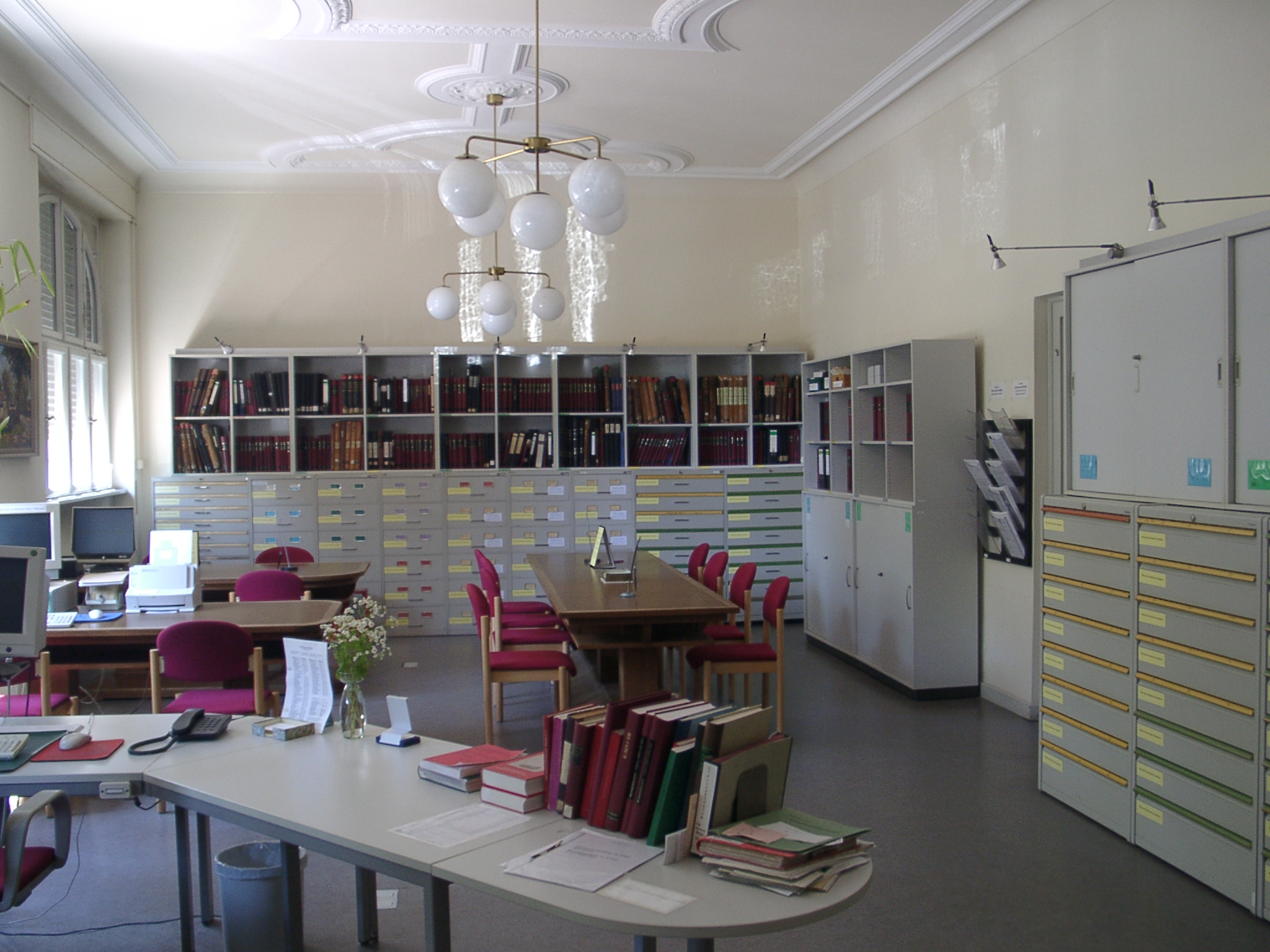
Külön helyiség a segédanyagok keresésére a Karlsruhei Általános Állami Levéltárban

A magyar nyelv értelmező szótára szerint „valamely tudományszakra vagy tudományos kérdésre vonatkozó irodalmi művek jegyzéke.” A közbeszédben a hasonló témakört lefedő bibliográfiákkal szemben egy-egy időszaki kiadvány (periodika) cikkeinek tematikus összegyűjtött részeit értik alatta (pl. A Történelmi Szemle repertóriuma 1958–1982). Esetenként vonatkozhat 1-1 ember irodalmi munkáinak összegyűjtésére is (pl. Dankó Imre munkásságának repertóriuma 1944–1996, Debrecen, 1997). Gyakran keveredik a két fogalom, hagyományos bibliográfiákat is repertórium névvel jelölnek meg.
Típusa forma szerint lehet:
- betűrendes repertórium
- időrendes repertórium
- szakozott repertórium

Típusa témakör szerint lehet:
- földrajzi repertórium (pl. Tatabánya közigazgatási repertóriuma)[5]
- (szép)irodalmi repertórium (pl. Élet és Irodalom. Válogatott repertórium 1957–1965)[6]
- történelmi repertórium (pl. Szerb történelmi repertorium)[7]
- jogi repertórium (pl. Repertórium Dárday S. igazságügyi törvénytárából)[8]
- pedagógiai repertórium (pl. A »Néptanítók Lapja« 1868–1892. évi folyamainak repertoriuma)[9]
- matematikai repertórium (pl. Mathematikai repertorium physikusok számára)[10]
- orvosi repertórium (pl. Magyar gynaekologiai bibliographia és repertorium 1900-ig)[11]
- sport repertórium (pl. A Turistaság és Alpinizmus I–XX. évfolyamaiban megjelent önálló cikkek betűsoros mutatója)[12]
- egyházi repertórium (pl. A Magyar Sion és az Új Magyar Sion [1863–1904] repertóriuma)[13]
- zenei repertórium (pl. Repertórium a barokk zene történetéhez)[14]

Ritkán az egyes könyvekben található tárgymutatót is értenek rajta. Akad rá példa, hogy táblán felsorolt jegyzékekre használták a fogalmat (Repertorium vagy mutató tábla, melly a magyar atlásnak mappáiban találtató minden magyarországi, horvátországi és slavoniai városok, mezővárosok és helységek, nevezetesbb puszták, folyóvizek és hegyek neveit abéczé rendben, magyar, deák, német, tót, horvát és oláh nyelveken, a fekvéseket jelentő vármegye nevével és a járás számával együtt előadja, Bécs, 1817).
A bibliográfiákhoz hasonlóan a repertóriumok is nagy szolgálatot tesznek a kutatóknak, munkájukat gyorsítják, adatfeltárásukat segítik.

## Digitális repertóriumok
Napjainkban a digitalizáció terjedésével kezdenek megjelenni a digitalizált vagy elektronikus repertóriumok is (pl. A Theologiai Szemle Repertóriuma 1925–2017).